# Spermargarita
Spermargarita (スペルマルガリィタ) é o terceiro EP da banda japonesa de rock the GazettE, lançado no dia 30 de julho de 2003 pela PS Company, limitado a 5 mil cópias. Vendeu 3,931 cópias nas primeiras duas semanas, alcançando a 78ª posição na Oricon Albums Chart.

## Promoção e lançamento
Spermargarita foi a "parte 3" da campanha de lançamento de três EPs consecutivos, um por mês, sendo precedido por Cockayne Soup e Akuyuukai. A campanha se chamava Dai Nippon Itangēshateki Nōmiso Gyaku Kaiten Zekyōon Genshū (大日本異端芸者的脳味噌逆回転絶叫音源集), e as faixas de todos os EPs foram reunidos em uma compilação de mesmo nome em 2006. Era possível reservá-los para compra na pré-venda no site da banda.
Spermargarita contém o primeiro single da banda, "Wakaremichi". Descrevendo as outras três faixas, o portal de visual kei Visunavi diz que a primeira faixa, "LINDA ～candydive Pinky heaven～", possui um refrão melódico e fácil de ouvir, mas também tem riffs pesados. A segunda, "Black Spangle Gang", possui um pouco de rockabilly pesado. A última, "Best Friends", se inicia em um ritmo rápido, possui passagens de rap e tanto a letra quanto a melodia são cativantes.
Uma remasterização, dessa vez com cópias ilimitadas, foi lançada em 23 de novembro de 2005 pela King Records.

## Faixas
| N.º | Título                                               | Duração |  |
| 1.  | "LINDA ～candydive Pinky heaven～"                   | 4:17    |  |
| 2.  | "Black Spangle Gang" (ブラックスパンコール ギャング) | 4:06    |  |
| 3.  | "Wakaremichi" (別れ道)                               | 5:22    |  |
| 4.  | "☆BEST FRIENDS☆"                                     | 4:20    |  |

## Créditos
- Ruki – vocais
- Uruha – guitarra solo
- Aoi – guitarra rítmica
- Reita – baixo
- Kai – bateria